# Micrevania difficilis
Micrevania difficilis är en stekelart som beskrevs av Pierre L. G. Benoit 1952. Micrevania difficilis ingår i släktet Micrevania och familjen hungersteklar. Inga underarter finns listade i Catalogue of Life.